# Milan Zec
Milan Zec (Čajniče, 20. rujna 1943.), srpski vojni zapovjednik. 
Diplomirao je na Vojnopomorskoj akademiji i završio Komandno-štabnu školu Ratne mornarice. Godine 1991. imao je čin kapetana bojnog broda i bio je načelnik štaba 9. VPS. U lipnju 1994. unaprijeđen je u čin kontra-admirala, a 5. listopada iste godine imenovan je za zapovjednika Jugoslavenske ratne mornarice. U prosincu 1996. godine unaprijeđen je u čin vice-admirala. Umirovljen je kao zapovjednik jugoslavenske Ratne mornarice 31. siječnja 2001. S umirovljenim admiralom Miodragom Jokićem, generalom Pavlom Strugarom i kapetanom Vladimirom Kovačevićem bio je optužen za zločine tijekom opsade Dubrovnika, ali je Haški sud 26. srpnja 2002. zbog navodnog nedostatka dokaza povukao optužnicu.